# Orlin Stanojčev
Orlin Nikolaev Stanojčev (in bulgaro Орлин Николаев Станойчев?; Sofia, 24 settembre 1971) è un ex tennista bulgaro.

## Carriera
In carriera ha raggiunto in singolare la 96ª posizione della classifica ATP, mentre in doppio ha raggiunto il 154º posto.
In Coppa Davis ha giocato un totale di 19 partite, collezionando 10 vittorie e 9 sconfitte.